# Povertà in Italia

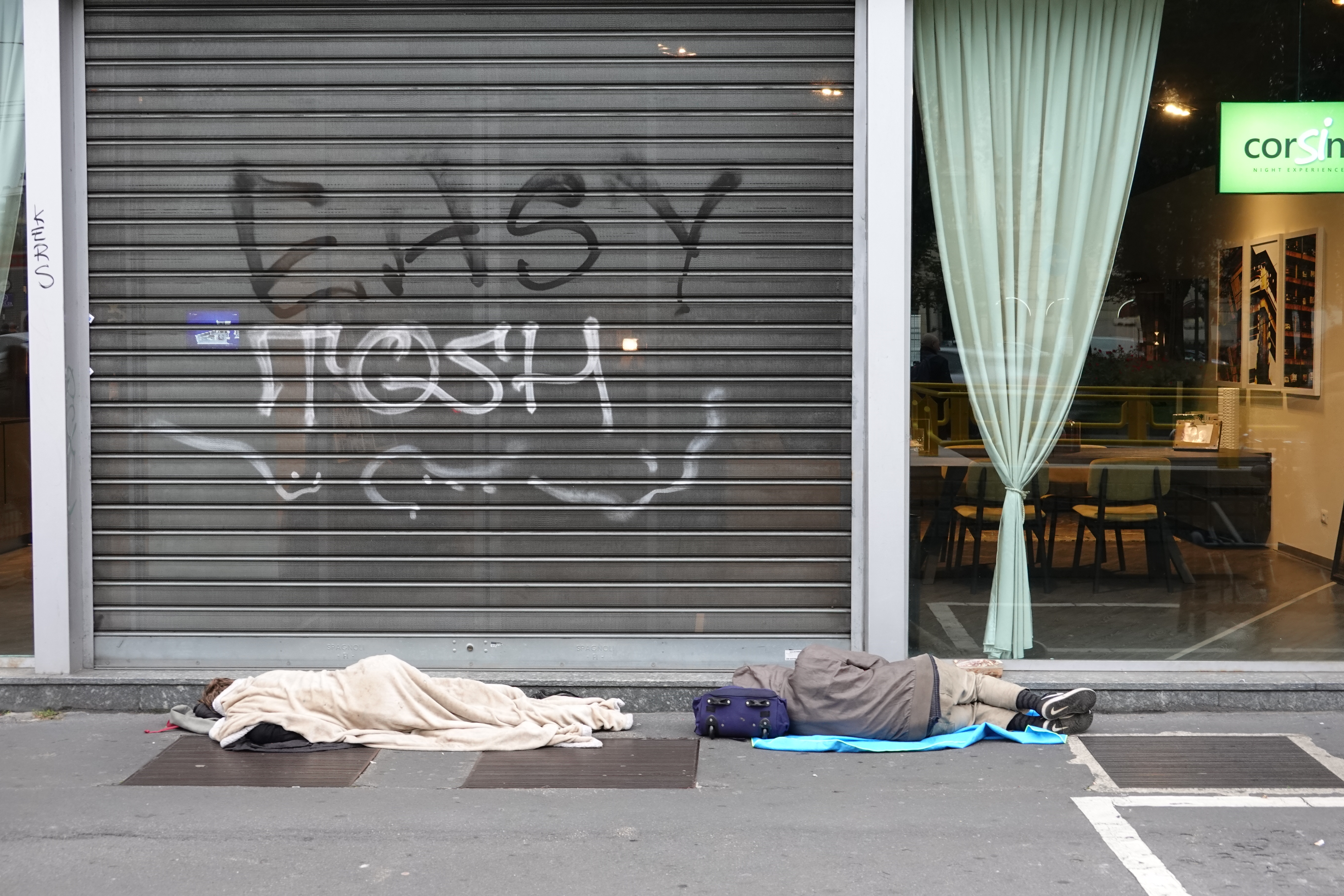
Due senzatetto a Milano

La povertà in Italia è rappresentata dal livello di povertà assoluta e relativa nello Stato italiano.

## Storia

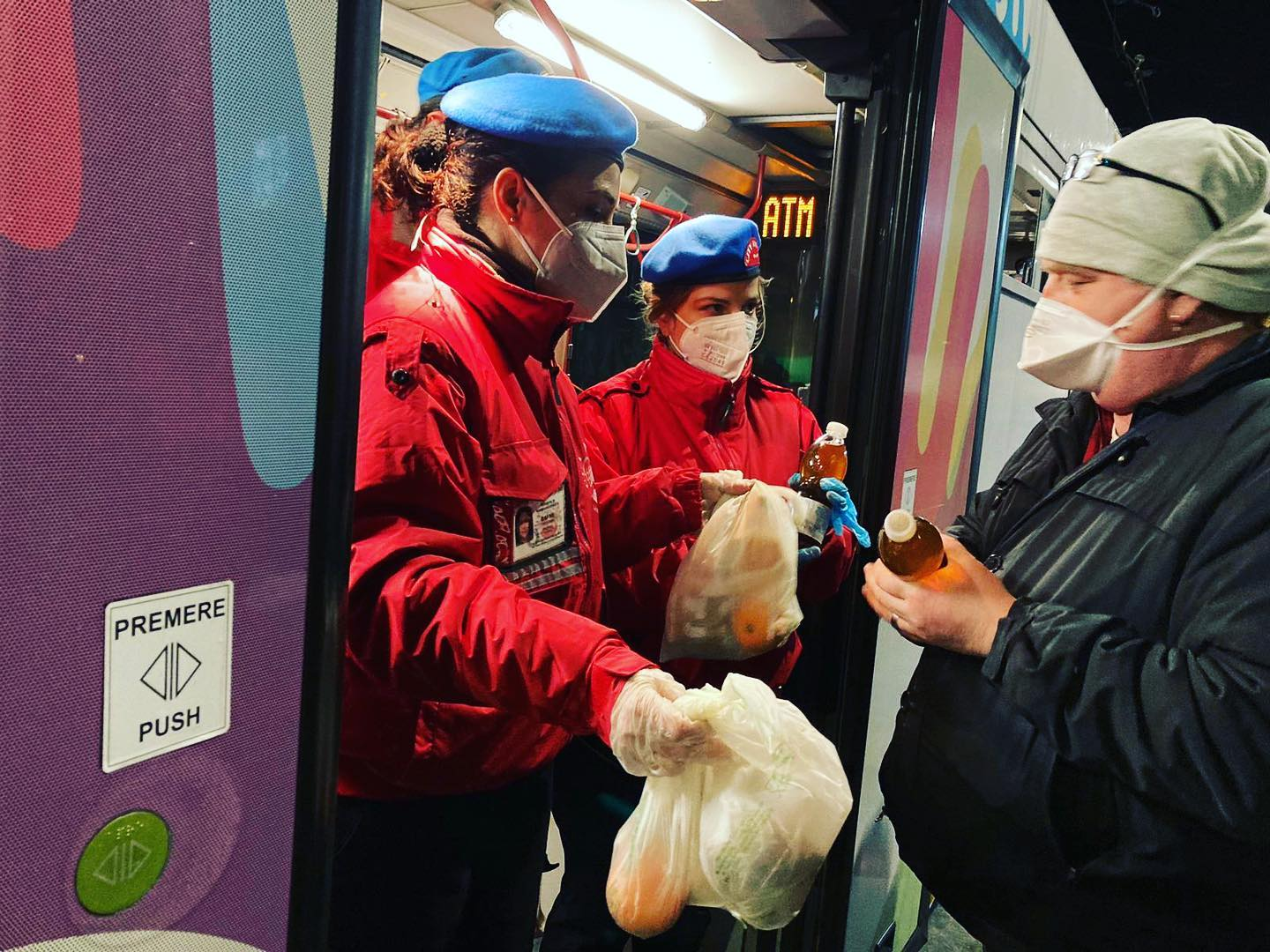
City Angels in aiuto nella città di Milano

Durante l'unificazione italiana del 1861, la popolazione, tra le più grandi in Europa, mostrava notevoli cambiamenti economici, con oltre il 40% degli individui che non aveva il minimo necessario per vivere. Vi fu un notevole aumento del analfabetismo e del lavoro minorile. La situazione economica era sottosviluppata ripetto ad altri paesi europei così come le infrastrutture, in particolar modo nell'Italia meridionale. Seguì un periodo di sei decadi fino alla presa del potere del Fascismo e della Grande depressione, aumentando le disparità a livello sociale.
La povertà, diminuita fino al 26% nel 1921, riprese piede con l'avvento della dittatura e il conflitto successivo. A discapito di interventi mirati anche durante il periodo dell'Italia fascista, non si ottennero le adeguate soluzioni per la popolazione rurale e la popolazione dei lavoratori nei centri urbanizzati. Alcune manovre politiche aumentarono la povertà, come l'azione detta quota 90 per la rivalutazione della lira italiana sulla sterlina inglese. Questo causò restrizioni al credito bancario e riduzione del potere d'acquisto, aumentando la povertà.
Dalla fine dell'800 si sviluppò un fenomeno di carestia, e l'affermazione della censura sulle condizioni reali del paese. All'epoca l'88% della popolazione era povera e il 12% ricco.
Durante il '900 tale situzione portò alla nascita del socialismo con nascita poi del più grande partito comunista d'occidente, il Partito Comunista Italiano, anche se Wilfred Beckerman, Emeritus Fellow del Balliol College di Oxford scrive che rispetto ad altre zone europee il valore medio di povertà in Italia era inferiore.
Con la crisi finanziaria del 2007-2008 il livello di povertà è aumentato. Nel 2017, il numero di persone in "povertà estrema" raggiunge i 5,1 milioni di persone, numero più elevato da 12 anni. Nel 2022 secondo l'ISTAT, oltre 5,6 milioni di persone, non può avere beni di prima necessità. Questo è dato dal livello di inflazione elevato. Il 29% di tali persone sono stranieri, cioè il 32.4% di tutti gli stranieri residenti in Italia.
Secondo Eurostat, nel 2023, il 63% della popolazione domestica affronta difficoltà nell'avere beni necessari, superando paesi come Francia, Polonia, Spagna e Portogallo. Il valore medio europeo è 45,5%.

## Cause
La povertà in Italia è generalmente causata da redditi bassi e precarie condizioni lavorative, nonché da un inadeguato sistema di protezione sociale. Certe zone d'Italia sono maggiormente soggette al fenomeno, per condizioni risalenti all'unificazione italiana, mettendo in mostra disparità tra le regioni del Nord e quelle del Sud. Queste situazioni si sono cristallizzate maggiormente nel secondo dopoguerra negli anni del "miracolo economico italiano", dove si poté assistere ad uno spostamento delle persone dalle campagne ai centri urbani, nonché a una forte migrazione interna verso il Settentrione.

## Senzatetto
Al 2021 risultano nella capitale Roma circa 8 000 senzatetto. Durante l'ondata di calore in Europa del 2023, la Croce Rossa italiana ha assistito le persone affette da tale fenomeno.